# Vlag van Grand Cape Mount

Vlag van Grand Cape Mount

De vlag van Grand Cape Mount, een county van Liberia, bestaat net als alle veertien andere Liberiaanse vlaggen met de nationale vlag van Liberia in het kanton. De vlag is, net als alle andere vlaggen, verleend door toenmalig president William Tubman, bij gelegenheid van zijn 70e verjaardag, op 29 november 1965.
De vlag bestaat uit een witte vlag met de Grote Kaapberg in het groen en de groene rand; op de broektop staat de Liberiaanse vlag.
De symboliek van de vlag is: De Grote Kaapberg staat tegen een witte achtergrond van vrede en reinheid.